# The Poker House
Pour plus de détails, voir Fiche technique et Distribution.
The Poker House est un film américain dramatique réalisé par Lori Petty. Le scénario est inspiré de la vie de Lori Petty, elle l'a coécrit avec David Alan Grier. La première diffusion du film a eu lieu au Festival du film de Los Angeles de 2008.

## Synopsis
The Poker House est inspiré de l'histoire de Lori Petty, une adolescence dans l'Iowa passée dans la luxure, la violence et la drogue.

## Fiche technique
- Réalisation : Lori Petty
- Production : Stephen J. Cannell, Michael Dubelko
- Pays :  États-Unis
- Genre : Drame
- Durée : 93 min.
- Année de production : 2007
- Scénario : Lori Petty, David Alan Grier[2]
- Direction de la photographie : Ken Seng
- Musique : Mike Post

## Distribution
- Jennifer Lawrence : Agnes[2]
- Selma Blair : Sarah[3]
- Bokeem Woodbine : Duval
- David Alan Grier : Stymie
- Chloë Grace Moretz : Cammie
- Sophia Bairley : Bee
- Andrew Rothenberg : Clyde Sr.

## Sortie et accueil

### Diffusion
The Poker House est diffusé pour la première fois au Festival du film de Los Angeles en 2008. L'année suivante, il a une diffusion limitée dans les cinémas aux États-Unis et sort en DVD le 18 août 2009.

### Analyse
Le message ultime que Lori Petty souhaite faire passer avec ce film est celui de la rédemption.

« Pardonnez à ceux qui font vraiment du mieux qu'ils peuvent. Vous ne savez pas ce que chacun traverse. Vous ne savez pas ce qu'ils ont vécu. Vous ne savez pas ce qui se passe quand ils rentrent chez eux. Traitez tout le monde de la façon dont vous aimeriez être traités et soyez juste reconnaissant d'être en vie. N'ayez pas peur et ne laissez pas le passé affecter votre présent. »

— Lori Petty

### Récompenses
Lors du Midwest Independent Film Festival (en) de 2009, deux Best of the Midwest Awards sont obtenus. Jennifer Lawrence est récompensée par le prix de la meilleure actrice et Lori Petty par celui du meilleur réalisateur.